# Jazmine Jones
Pour les articles homonymes, voir Jones.
Jazmine Jones est une basketteuse américaine née le 15 octobre 1996.

## Biographie

### Carrière universitaire
Elle est issue d'une famille sportive, son père étant un ancien joueur de football américain, tout comme son frère. Sa sœur a joué au basket-ball durant ses années universitaires. Après avoir joué en high school avec Florida State, elle s'engage en NCAA avec les Cardinals de Louisville dans le très relevée Atlantic Coast Conference.
Elle remporte 125 des 144 rencontres NCAA auxquelles elle participe. Elle s'impose progressivement dans l'équipe et ses statistiques en senior, ses moyennes sont de 14,1 points, 5,0 rebonds, 3,4 passes décisives et 1,5 interception par rencontre. En 2020, elle est désignée dans le meilleur cinq et le meilleur défensif de la conférence.

### Carrière professionnelle
Elle est retenue en 12e position de la draft WNBA 2020 par le Liberty de New York. Fin avril, elle signe un contrat professionnel en LFB avec Tarbes, mais dès fin novembre elle quitte le club tarbais qui ne compte qu'une victoire en six rencontres. Ayant pris part à quatre d'entre elles, Jones a manqué d'adresse avec 9,8 points à 31,8% de réussite aux tirs, 3,8 rebonds, 1,3 passe décisive et 2,5 balles perdues pour 5,3 d'évaluation en 24 minutes.

## Distinctions personnelles
- Meilleur cinq de l'ACC (2020)
- Meilleur cinq défensif de l'ACC (2020)